# شط (استان طارف)
شط (به عربی: الشط) یک شهرداری در الجزایر است که در استان الطارف واقع شده‌است.